# The Foundry Visionmongers
The Foundry Visionmongers (plus connu sous le nom de The Foundry) est une société de développement de logiciels d'effets spéciaux, basée à Londres, et ayant des bureaux à Manchester, Los Angeles, Austin, au Texas et à Redwood City, en Californie.

## Histoire
The Foundry a été fondée en 1996, par Bruno Nicoletti, rejoint par Simon Robinson peu de temps après. Alex Mahon a été nommé directeur général en novembre 2015, remplaçant alors Bill Collis, qui restera président et membre du conseil d'administration.
The Foundry a été acheté par les propriétaires du studio d'effets spéciaux Digital Domain ,
Wyndcrest Holdings, en mars 2007. The Foundry prend alors en charge le développement de NUKE, le logiciel de compositing créé par Digital Domain. Par la suite, il a été soumis à un rachat par la direction avec l'appui de l'Advent Venture Partners,
et puis racheté par le Groupe Carlyle en avril 2011,,.
En septembre 2012, The Foundry a fusionné avec Luxology, une société basée en Californie, connue notamment pour avoir développé le logiciel de modélisation et d'animation 3D Modo. Plus tôt le même mois, il se voit classé numéro 70 dans le Sunday Times Tech Track 100, avec un chiffre d'affaires d'environ 15 millions £ de dollars en 2011/2012, une augmentation de 49% par rapport à celui de l'année 2010/2011.
En 2015, Adobe Systems affirme être intéressé et préparer un potentiel rachat de The Foundry à ses actuels propriétaires, The Carlyle Group.
En février 2017, la société raccourcit son nom et se nomme désormais  Foundry, abandonnant le "The".